# John Beck (pasteur)
Pour les articles homonymes, voir John Beck et Beck.
Le pasteur John Beck est un indien cherokee venu du d'Auraria (Georgie), site d'exploitation aurifère découvert en 1827 dans le comté de Lumpkin, sur façade ouest des Appalaches, en Géorgie. Le site se trouvait sur le territoire des tribus d'indiens Cherokees, qui furent contraints à le quitter, l'année 1827 étant également celle de la création d'une constitution des indiens cherokee.
Un  groupe de géorgiens cherokee, parmi lesquels Lewis Ralston et le pasteur John Beck, tenta de participer à la ruée vers l'or en Californie. En chemin, le juin 1850, le groupe identifia un gisement sur le site de l'actuel Arvada, dans la banlieue de l'actuelle Denver, le Ralston Creek.
Le pasteur John Beck conserva un journal personnel de ces recherches et en 1857, au moment de s'installer dans l'Oklahoma avec d'autres cherokee venus de Georgie, il écrivit aux membres du groupe pour leur proposer de repartir en prospection en retrouvant le site de Ralston Creek. Partis de Georgie en février 1858 et menés par William Greeneberry Russell, ils découvrirent de l'or en juillet. C'est ainsi que commença la ruée vers l'or de Pikes Peak, dans le Colorado.